# Гундакар Лихтенштейнский
Гундакар Альберт Альфред Петрус Лихтенштейнский (нем. Gundakar Albert Alfred Petrus von und zu Liechtenstein, род. 1 апреля 1949, Вена, Оккупированная Австрия) — принц из Лихтенштейнского дома и предприниматель. По состоянию на декабрь 2023 года занимает 33 позицию в линии наследования престола.

## Биография
Принц Гундакар родился 1 апреля 1949 года. У него есть сестра-близнец Димут Маргарет. Он старший сын Ханса-Морица Лихтенштейнского (1914—2004) и его жены Клотильды Турн-и-Таксис (1922—2009).
Детство он провел в Австрии. Там он ходил в местную школу. Затем он поехал в Великобританию и поступил там в Королевский сельскохозяйственный колледж.
После окончания учёбы, он шесть лет работал в банке, в Бразилии. На заработанные деньги он купил обширные сельскохозяйственные угодья в штате Мату-Гросу. В Бразилии он проводит 4 месяца в году, а остальные в Австрии, где управляет своим сельскохозяйственным поместьем площадью 3500 гектаров.

## Брак и дети
В июле 1989 года он женился на Марии Орлеанской (род. 1959), дочери Генриха Орлеанского (1933—2019) и жены Марии Терезы Вюртембергской (род. 1934). Гражданская церемония прошла 22 июля 1989 года, а религиозная церемония на 5 дней позже. У них родилось 5 детей.
- Леопольдина Элеонора Тереза Мария (род. 27 июня 1990), в 2025 году была помолвлена с Бруно Вальтером Педросом Жуаном (род. 1989).[6]
- Мария Иммакулата Елизавета Роза Адельгунда (род. 15 декабря 1991)
- Иоганн Венцель Карл Эммеран Бонифатиус (род. 17 марта 1993), женился в 2023 году на Фелиситас фон Хартиг (род. 1994)[7]. У них есть дочь:
  - Жозефина Лихтенштейнская (род. 22 августа 2024)
- Маргарита Франциска Дарья Вильгельмина Мария (род. 10 января 1995)
- Габриэль Карл Бонавентура Альфред Валериан Мари (род. 6 мая 1998)